# Second Maroon War

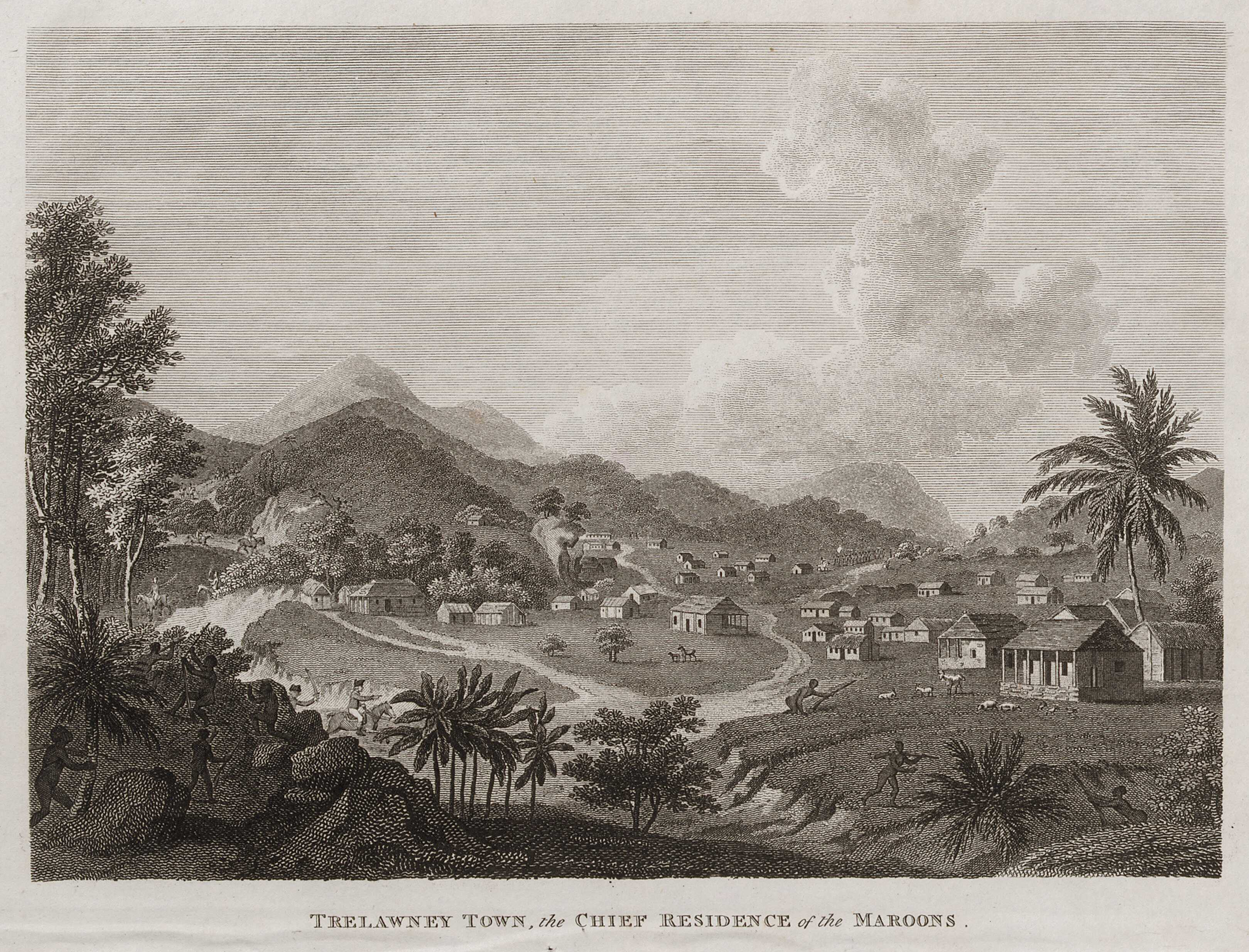
Illustration av Trelawney Town, c.a år 1800.

Second Maroon War, var en militär konflikt mellan britterna på kolonin Jamaica och maroonerna i Cudjoe's Town (Trelawny Town), som ägde rum under åtta månader mellan 1795 och 1796. Andra maroonsamhällen på Jamaica förhöll sig neutrala, gick med på britternas sida mot Cudjoe's Towns marooner, eller deltog på Cudjoe's Towns sida. Hundratals slavar rymde också och anslöt sig till rebellerna.  